# Banassac
Banassac (okzitanisch Banaçac) war eine südfranzösische Gemeinde mit zuletzt 872 Einwohnern (Stand 1. Januar 2013) im Département Lozère in der Region Okzitanien. Banassac ist ein Ortsteil der Gemeinde Banassac-Canilhac.

## Lage
Der Ort Banassac liegt im Gévaudan in einer Höhe von ca. 540 m ü. d. M. am Westrand der Region Languedoc-Roussillon, am Fluss Lot und am Fuß der Causse de Sauveterre ca. 42 km (Fahrtstrecke) südwestlich von Mende. Die E11, zugleich La Méridienne führt in Nord-Süd-Richtung durch das Gemeindegebiet. Die Weiler Grèzes, Lescure, Montferrand, Pratnau,  Le Ségala, Le Viala und La Mothe gehören zur Gemeinde. Das Klima ist gemäßigt maritim.

## Wirtschaft
Jahrhundertelang lebten die Bewohner von Banassac weitgehend als Selbstversorger von den Erträgen ihrer Felder und Gärten sowie von ein wenig Viehzucht. Auch heute noch spielt die Landwirtschaft direkt oder indirekt die zentrale Rolle im Wirtschaftsleben – wichtige Erwerbszweige der Banassacois sind Ackerbau, Holzwirtschaft und die Zucht von Hausschafen und Fischen. Lokale Produkte sind Edelkastanien, Nüsse, Pökelfleisch und Pilze. Die Nordseite des Flusses Lot gehört überdies zu den Gebieten, auf deren Weiden und Höfen der Laguiole-Käse produziert werden darf.

### Verkehr
Der Bahnhof Banassac-La Canourgue liegt an der Bahnstrecke Béziers–Neussargues und wird im Regionalverkehr mit TER-Zügen bedient.

## Bevölkerungsentwicklung
| Jahr      | 1800  | 1851  | 1901 | 1954 | 1999 | 2013 |
| --------- | ----- | ----- | ---- | ---- | ---- | ---- |
| Einwohner | 1.629 | 1.294 | 964  | 624  | 813  | 872  |

Der Bevölkerungsrückgang in der ersten Hälfte des 20. Jahrhunderts ist im Wesentlichen auf den Verlust an Arbeitsplätzen infolge der Mechanisierung der Landwirtschaft zurückzuführen. Der erneute Anstieg gegen Ende des Jahrhunderts hängt mit der Eingemeindung mehrerer ehemals selbständiger Gemeinden zusammen.

## Geschichte
Auf dem Gemeindegebiet wurden Spuren einer Besiedlung in gallorömischer Zeit gefunden – darunter die Reste einer Töpferei, die auch Terra-sigillata-Gefäße herstellte. Im 19. Jahrhundert fand man außerdem Münzen aus der Merowingerzeit (5.–8. Jahrhundert); der Ort besaß damals das Münzprägerecht.
Der Weiler Montferrand war seit dem 11. Jahrhundert ein Lehen des Königs von Aragon. Die damals wichtige Straße von Mende in die ehemalige Provinz Rouergue führte durch den Ort. Im 13. Jahrhundert wurde der Weiler an das Königreich Frankreich angeschlossen und die Burg Montferrand wurde Sitz des Oberkommandos des Militärs des Gévaudan, was sie bis zur Französischen Revolution (1789–1799) blieb.
Die Gemeinde Banassac wurde am 1. Januar 2016 mit Canilhac zur neuen Gemeinde Banassac-Canilhac zusammengeschlossen. Die ehemaligen Gemeinden haben keinen Status einer Commune déléguée.

## Sehenswürdigkeiten
Banassac

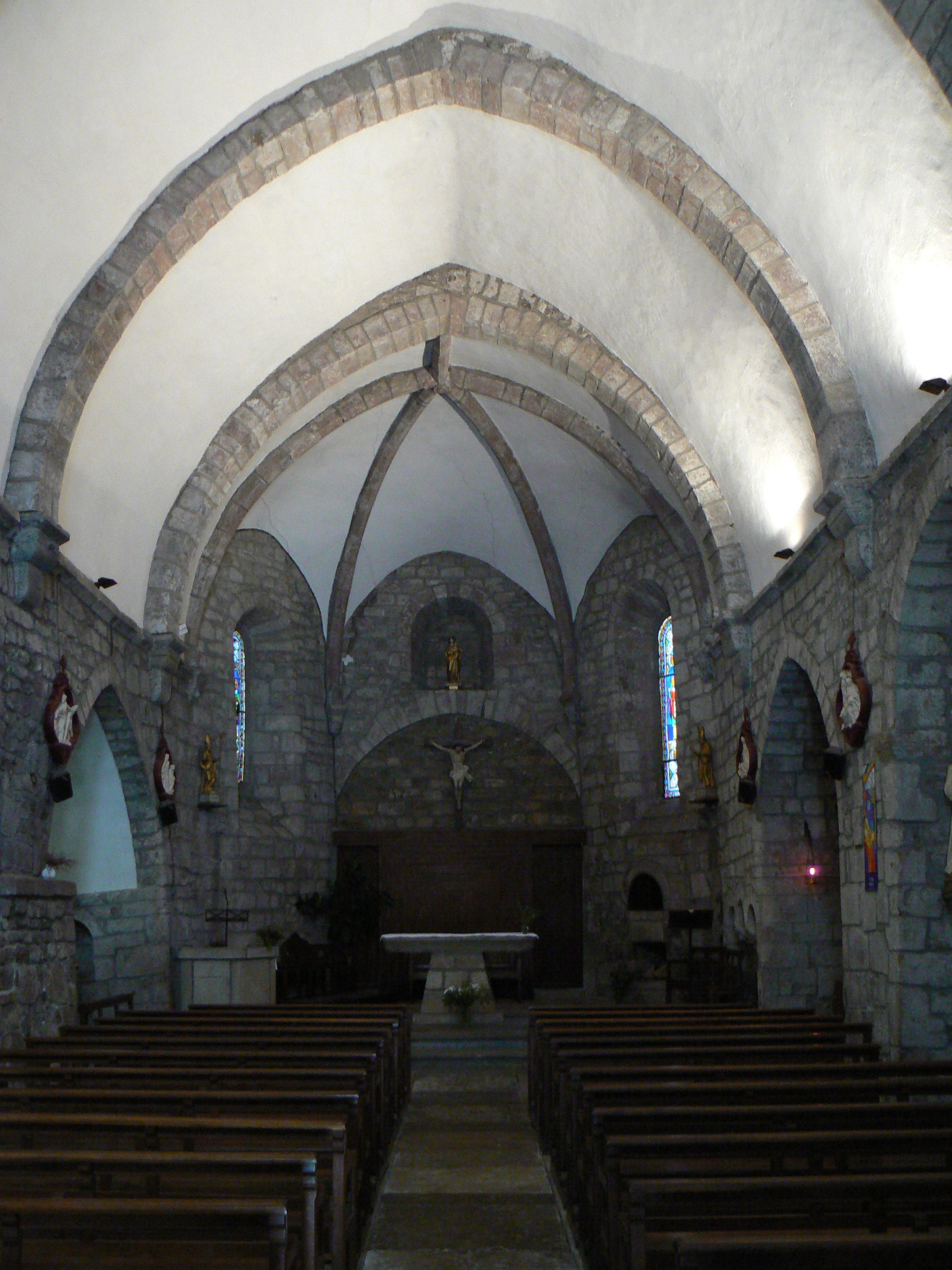
Église Saint-Médard

- Im Ort gibt es ein archäologisches Museum, in welchem die bei Ausgrabungen auf dem Gemeindegebiet entdeckte Keramik und andere Funde aus urgeschichtlicher und gallorömischer Zeit ausgestellt werden. Besonderer Schatz sind einige seltene Münzen aus merowingischer Zeit.
- Die Pfarrkirche geht der Überlieferung nach auf das 5. Jahrhundert zurück als der hl. Firminus von Mende die Gegend missionierte. Seine Grabstätte befindet sich in einer kaminartigen dreibogigen Wandnische in der heutigen Église Saint-Médard, die im 12./13. Jahrhundert erbaut wurde. Der im Innern unverputzte Bau ist mit einer Spitztonne gewölbt; die Apsis hat hingegen ein Rippengewölbe, das auf Kopfkonsolen ruht.

Montferrand

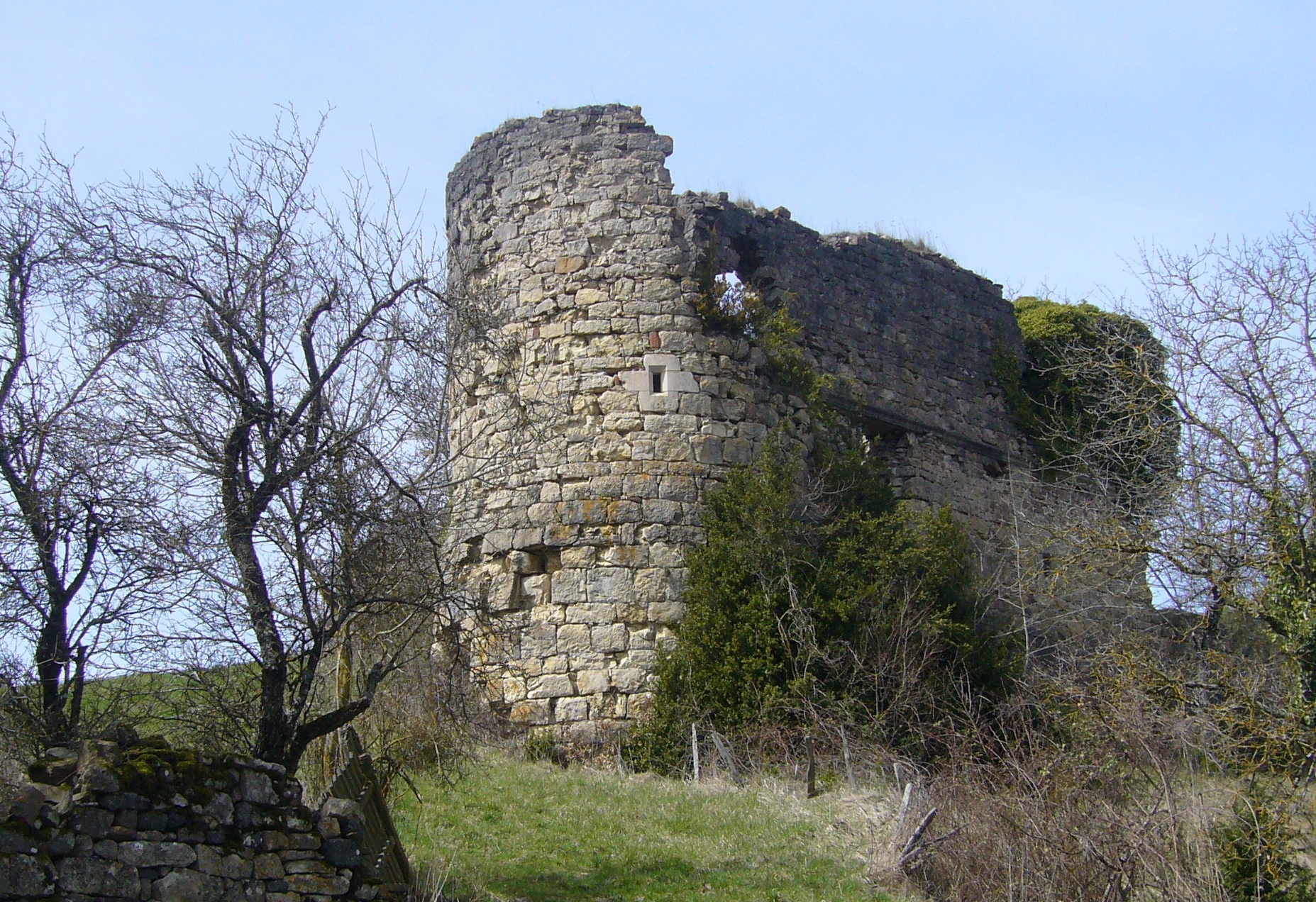
Château de Montferrand

- Im Weiler Montferrand führt eine zweibogige Brücke über den Oberlauf des Lot, die im Jahr 1691 anstelle einer vom in Avignon residierenden Papst Urban V. in Auftrag gegebenen spätmittelalterlichen Brücke gebaut und bereits im Jahr 1721 repariert wurde. Im Jahr 1935 wurde sie als Monument historique anerkannt.[2]
- Nahebei steht die Ruine der Burg Montferrand, die zur gleichen Zeit wie die ursprüngliche Brücke, im 13. oder 14. Jahrhundert, erbaut wurde. Erhalten geblieben ist ein Turm, mit Teilen einer Kurtine, die Fundamente, ein rechteckiger Saal und eine Tür. Die Burgruine befindet sich heute im Privatbesitz.

Lescure
- Am Rand des aus Natursteinen erbauten Weilers steht ein Trockenhaus für Esskastanien (sécadou) mit einem Taubenschlag (pigeonnier) im Satteldach.
- Eine weitere Besonderheit ist ein öffentliches Backhaus (four banal).

Grèzes
- Auch im Weiler Grèzes steht ein Backhaus.
- Außerhalb steht der neolithische Dolmen de la Galine.

Le Viala
- Die Kirche des Ortes stammt aus dem 19. Jahrhundert, einer Zeit, als der Ort eine selbständige Gemeinde und der Mittelpunkt mehrerer Weiler war.